# 카프리
카프리(이탈리아어: Capri)는 이탈리아 캄파니아주 나폴리현 카프리섬에 위치한 코무네다. 카프리섬의 동쪽과 중앙은 카프리에 속하며 서쪽은 아나카프리에 속한다. 신혼 여행객들의 여행지로 인기가 많다.

## 주요 볼거리
- 카프리의 항구 마리나 그란데
- 피아제타로 잘 알려진 움베르토 1세 광장
- 산 자코모 수도원, 마리나 피콜라
- 빌라 조비스

## 사진

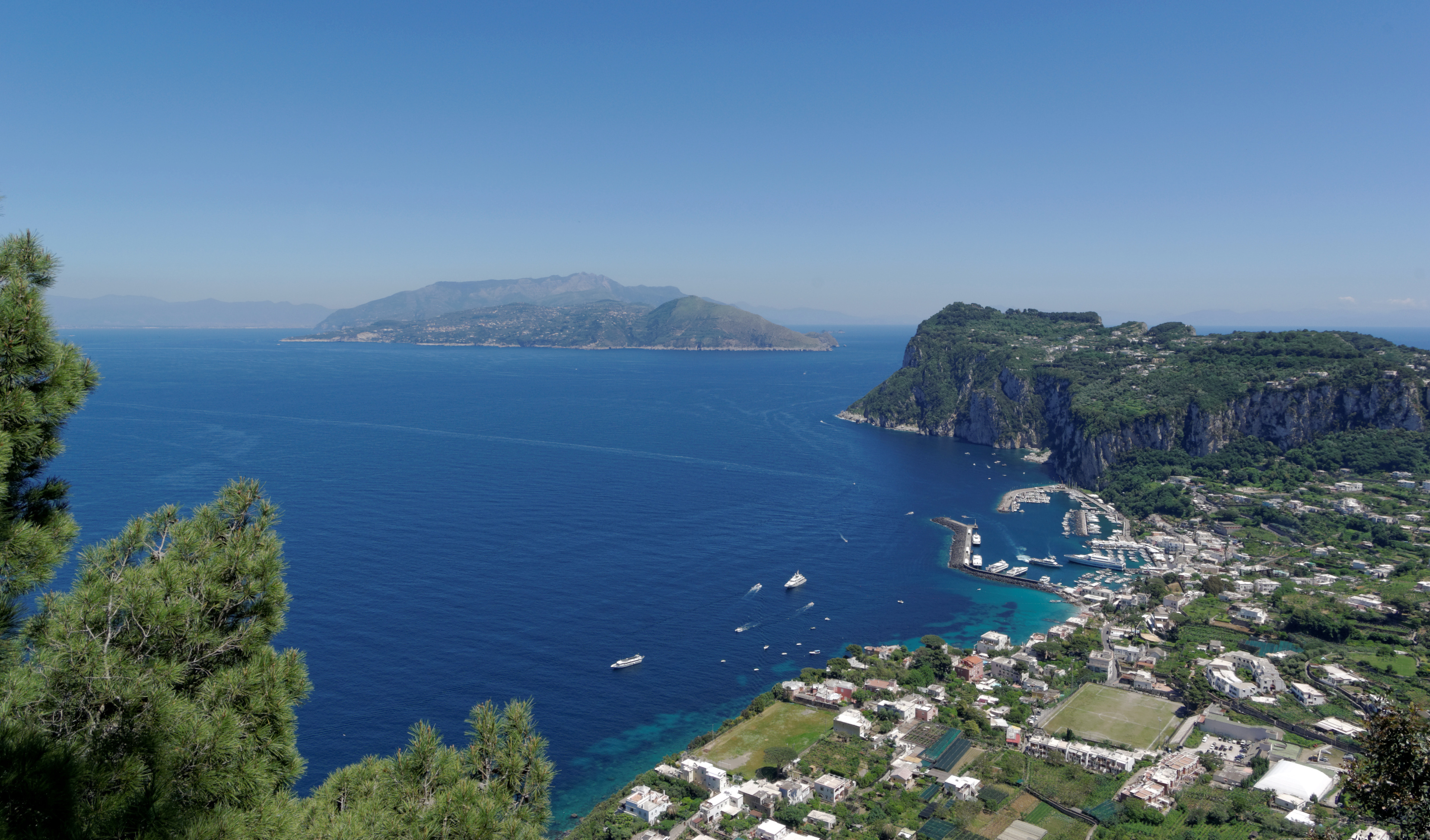
아나카프리에서 보는 마리나 그란데의 풍경
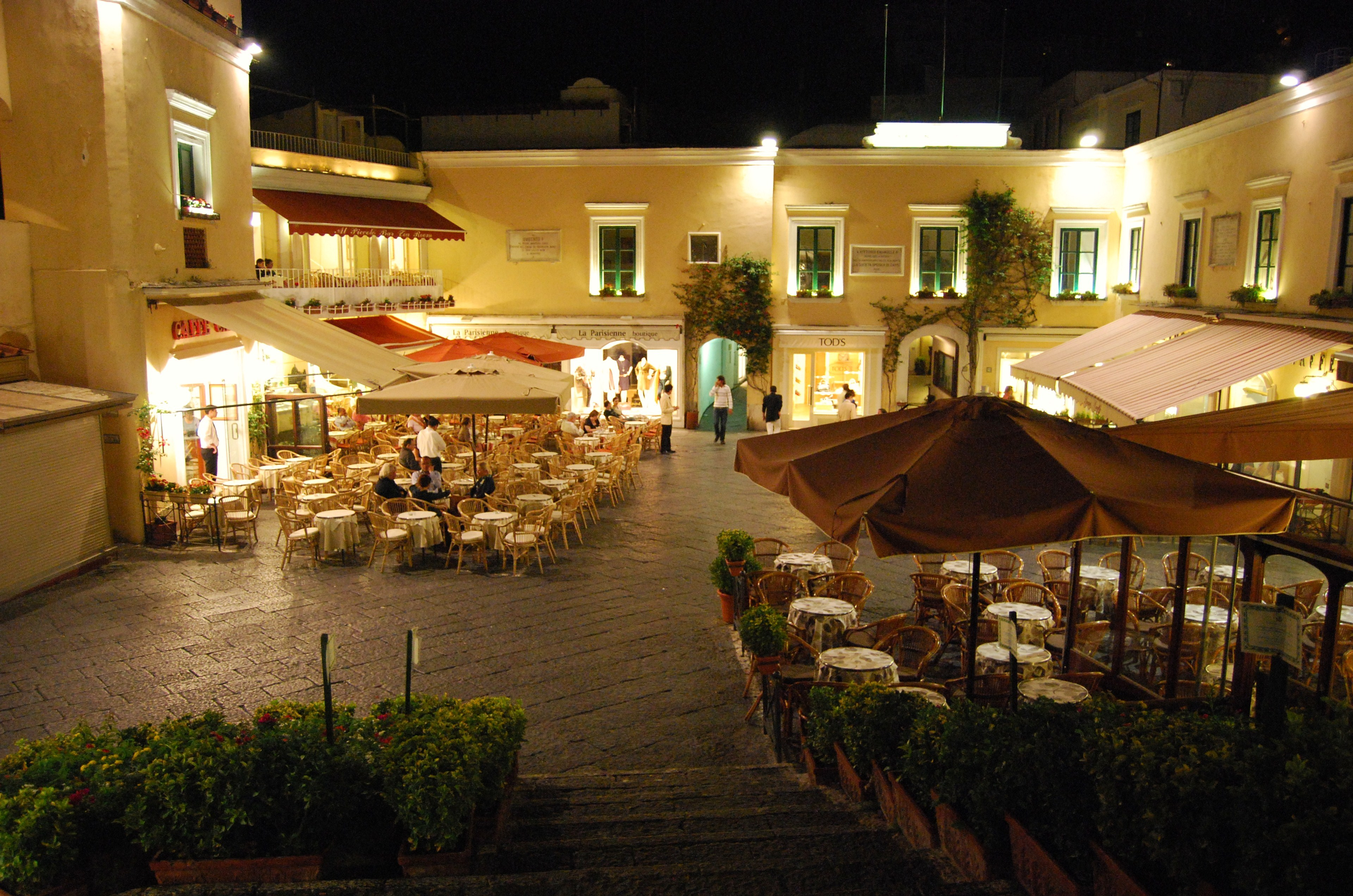
라 피아제타
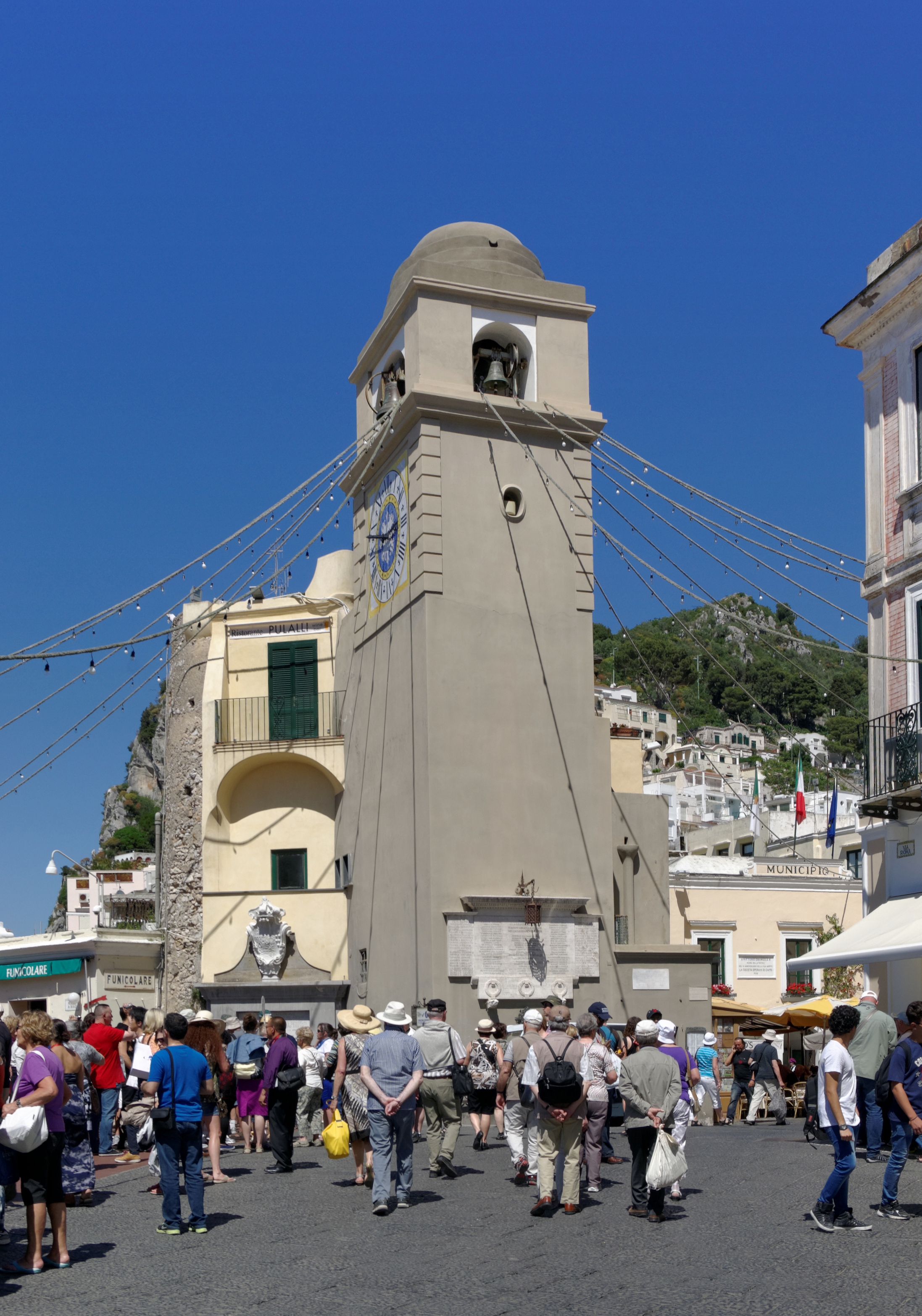
피아제타의 시계탑
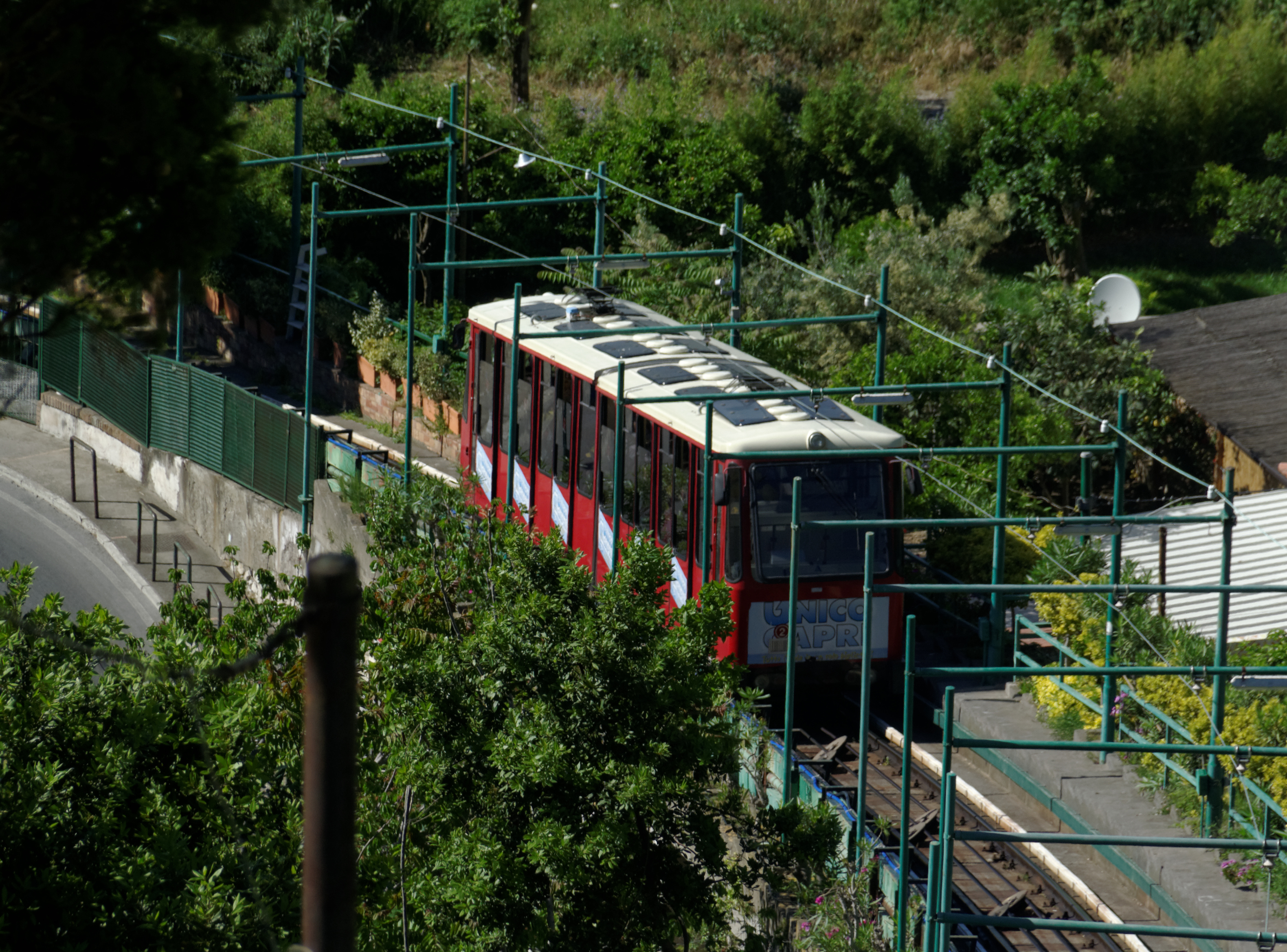
카프리 시내로 들어가는 케이블카(Funicolar)
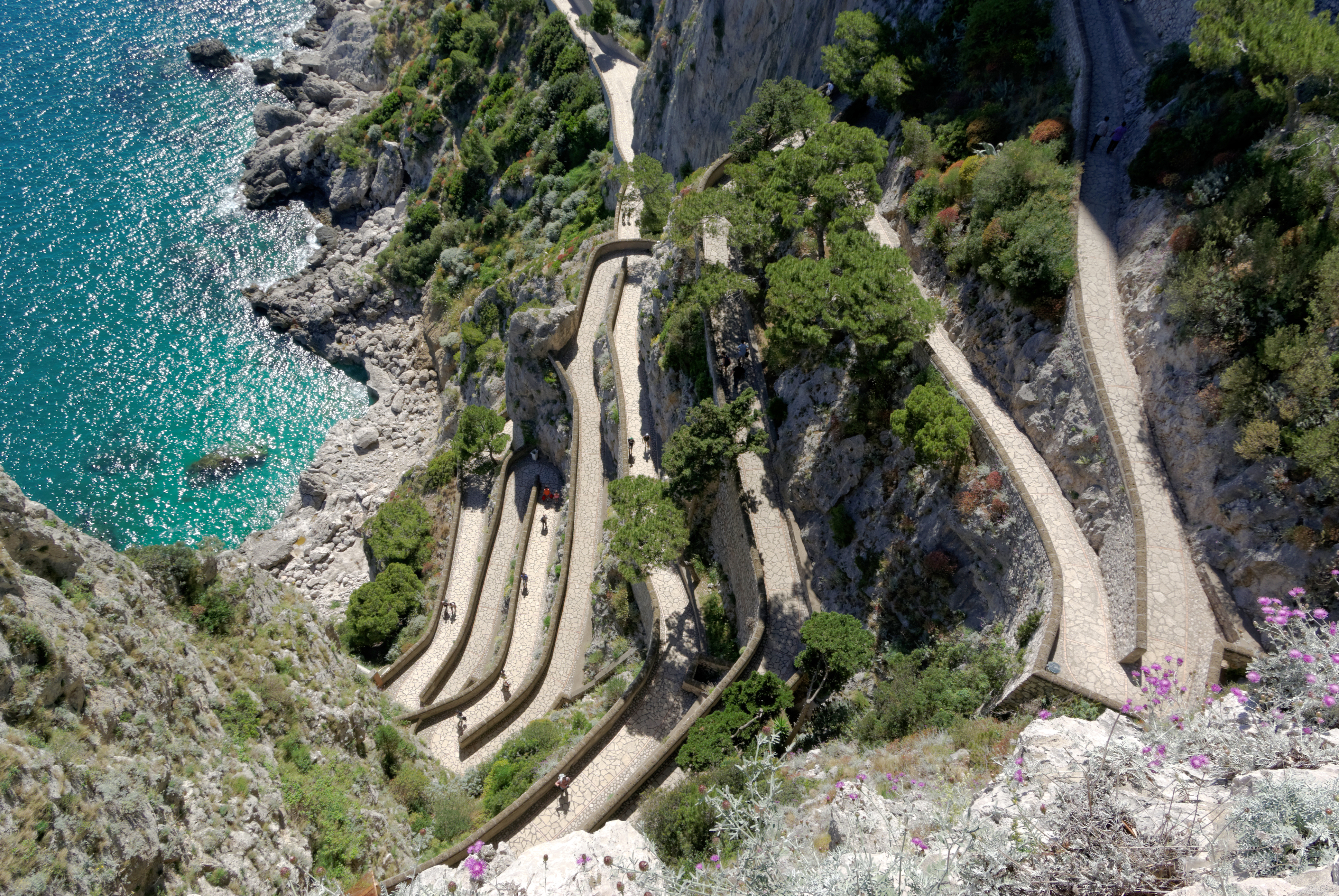
비아 크룹

## 같이 보기
- 카프리섬
- 아나카프리